# Céline Dion
Céline Marie Claudette Dion (Charlemagne, Québec, 1968. március 30. –) többszörös Grammy-díjas kanadai énekesnő.
A québeci nagy családban született Céline akkor vált a francia nyelvű világ tinisztárjává, amikor ügynöke és későbbi férje, René Angélil saját házát terhelte jelzáloggal, hogy Celine első lemezét finanszírozza. 1990-ben Unison című angol nyelvű albuma Észak-Amerika és a világ angol nyelvterületeinek hírességévé tette.
Céline Dion első nemzetközi sikereit az 1980-as években érte el, amikor megnyerte 1982-ben a Yamaha World Popular Song Fesztivált és 1988-ban az Eurovíziós Dalfesztivált. Francia lemezek sorozata után 1986-ban szerződést írt alá a kanadai CBS Recordsszal. A 90-es években Angélil segítségével világhírnevet szerzett. Miután leszerződött az Epic Recordsszal és a francia mellett számos angol nyelvű lemezt is elkészített, a popzene történetének egyik legsikeresebb művészévé vált. Számos zenei díj mellett 1998-ban megkapta szülőhazája, Kanada két legjelentősebb kitüntetését. 1999-ben, sikerének csúcsán bejelentette, hogy karrierjét megszakítja, egyrészt, hogy családot alapítson, másrészt, hogy több időt tölthessen férjével, akinél időközben rák kialakulását diagnosztizálták. 2002-ben visszatért a színpadra, és hároméves szerződést írt alá a Las Vegas-i Caesars Palace esti színpadi showjára a Colosseumba, amelyet később öt évre terjesztettek ki. Ikreinek megszületése után, 2011-től az énekesnő újabb hároméves műsorsorozatba kezdett a Colosseum színpadán.
Az énekesnő zenéjét számos műfaj alakította, a rocktól az R'n'B-n keresztül a gospel és az európai klasszikus zenei stílus egyaránt. Miközben albumait gyakran vegyes visszajelzések követik, képzett és erőteljes énekhangját mindig elismerés fogadja. Dion minden idők legsikeresebb kanadai művésze, a második legsikeresebb művésznő az Egyesült Államokban, a Nielsen SoundScan forgalmi adatai szerint, és az egyetlen olyan női előadó, akinek két olyan kislemeze is született, amelyek több mint egy millió példányban keltek el az Egyesült Királyságban. Azonkívül 1995-ös D’eux című albuma minden idők legnagyobb példányszámában elkelt francia nyelvű albuma. 2004-ben, miután a lemezeladások átlépték a 175 millió példányszámos határt, az énekesnő Chopard Diamond-díjat kapott a World Music Awards díjátadó rendezvényen, mint minden idők legsikeresebb művésznője. A Sony Music Entertainment szerint Céline Dion már több mint 200 millió albumot adott el világszerte.

## Pályafutása

### 1968–1989: Korai élet és karrier kezdetek
Celine egy zeneszerető 14 gyermekes család  legkisebb gyermekeként látta meg a napvilágot a kanadai Charlemagne városában, 1968. március 30-án. A család a kanadai francia kisebbséghez tartozott. A zene mindig is a család része volt, maga az énekesnő is Hugues Aufray francia énekes Céline című daláról kapta nevét. Szülei, Therese Tanguay és Adhemar Dion kis klubjukban, a Le Vieux Baril-ben dolgoztak, ahol a család gyermekei rendszeresen felléptek. Céline már ötéves korától arról álmodozott, hogy világszerte ismert és elismert énekesnő lesz. 1973. augusztus 13-án lépett először közönség elé a kis Céline egyik bátyja, Michael esküvőjén, ahol Christine Charbonneau Du fil des aiguilles et du coton című dalát adta elő.

12 éves korában egyik bátyjával és édesanyjával megírta első saját Ce n’était qu’un rêve (Nem volt más, mint egy álom) című dalát. Bátyja, Michel Dondalinger Dion elküldte a felvételt René Angélil ügynöknek és zeneproducernek, akinek a nevét egy Ginette Reno-album hátulján találta. Angélil egyből beleszeretett Céline hangjába, és elhatározta, sztárt farag belőle. 1981-ben jelzálogot vett fel saját házára, hogy kifizethesse Céline első stúdióalbumának, a La voix du bon Dieu című lemeznek a költségeit. A lemez a helyi listák élére került, és Québec sztárjává tette Céline-t. Népszerűsége akkor kezdett világszerte is terjedni, amikor 1982-ben részt vett a Yamaha Music Fesztiválon Tokióban, és megnyerte a legjobb előadó díjat, valamint a Tellement j’ai d'amour pour toi című dala a legjobb dal aranyérmét.
1983-ra az énekesnő lett az első kanadai művész, aki Franciaországban aranylemezt tudott készíteni, melyet a D'amour ou d'amitié című kislemeze ért el, emellett megnyert több Félix-díjat is, köztük a legjobb női előadónak és az év felfedezettjének járó díjakat is. Európába, Ázsiába és Ausztráliába akkor ért el hírneve, amikor Svájcot képviselve részt vett az 1988-as Eurovíziós Dalfesztiválon, és Ne partez pas sans moi című dalával szoros versenyben megnyerte a dublini versenyt. Az amerikai kontinens zeneiparába még ekkor sem sikerült betörnie, aminek részben az volt az oka, hogy akkor még csak francia nyelven jelentek meg dalai. Tizennyolc éves korában, amikor látta Michael Jackson egyik előadását, azt mondta ügynökének, ő is olyan sztár akar lenni, mint Jackson. Bár Angélil bízott Céline tehetségében, tudta, hogy az egész világ meghódításához imázsváltásra van szükség. Az énekesnő kissé háttérbe vonult, ezalatt fogorvosi kezelésnek vetette alá magát, hogy külsején javítson, tökéletesítette angol tudását, majd másfél év múlva rövid hajjal és szűk ruhákat viselve tért vissza.
1989-ben az Incognito Tour egyik koncertjén Céline hangja elment. Először Québec legjobb fül-orr-gégészét, Marcel Belzile doktort kereste föl, aki továbbirányította őt a világ legjobbjához, William Gouldhoz. Az orvos ultimátumot adott neki, mely szerint vagy hangszálműtétnek veti alá magát, vagy három hétig egyetlen szót sem szólhat. Ő az utóbbit választotta, majd az orvos társával, dr. William Riley-val elkezdtek gyakorolni, a hangszálait edzeni, mert orvosai szerint „nem tudott énekelni, és túl régóta, túl rosszul használta őket”.

### 1990–1992: Unison, Dion chante Plamondon, és Celine Dion
Két évvel azután, hogy angol tudását felfejlesztette, 1990-ben az énekesnő elkészítette első angol nyelvű lemezét Unison címmel, melynek címadó dalát ugyanezen évben Laura Branigan énekelte, Laura Branigan című albumán. Új lemezének létrejöttét számos ismert zenész segítette, köztük Vito Luprano és David Foster kanadai producer is. Zeneileg az 1980-as évek soft rock irányzata járta át a dalokat, a kritikusok is jó véleménnyel voltak róla. Jim Faber, az Entertainment Weekly cikkében azt írta, hogy Dion hangja ízléses, nem mesterkélt, és az énekesnő sosem próbált olyan stílust magára erőltetni, ami meghaladná erejét. Stephen Erlewine, az AllMusic kritikusa szerint az új lemez egy jó, kifinomult amerikai bemutatkozás. Az angol nyelvű lemezről a (If There Was) Any Other Way, a The Last to Know, a Unison és a Where Does My Heart Beat Now is kislemezre került. Az utóbbi, egy közepes tempójú soft rock ballada, melyben az elektromos gitár játszotta a fő szerepet, és ami az első olyan kislemez volt, amely bekerült az amerikai Billboard Hot 100-as lista legjobb tíz dala közé; legjobb helyezése a negyedik volt. A Unison album sikerei Európa és Ázsia mellett az Egyesült Államokban is meghozta az egyre fokozódó sikert Céline Dionnak.
1991-ben Dion tagja volt a Voices That Care című dalt előadó népszerű énekescsoportnak. Az előadók között volt többek között Randy Travis, Peter Cetera, Bobby Brown, Luther Vandross, Michael Bolton, Little Richard és Will Smith is, dalukat az öbölháború „Sivatagi vihar” elnevezésű hadműveletben harcoló amerikai csapatoknak ajánlották. Az énekesnő igazi nemzetközi áttörése akkor jött el, amikor Peabo Brysonnal duettben elénekelte a A azépség és a szörnyeteg című film betétdalát (Beauty and the Beast). Mind a kritikusok véleménye, mind a bevételek terén sikert hozott a dal, ez volt a második olyan amerikai kislemeze, amely bejutott a legjobb tíz közé, és ami elnyert egy Oscar- és egy Grammy-díjat is. A dal rákerült az 1992-es Celine Dion című stúdióalbumra is, amelyben fokozódott a rock stílus hatása, keveredve a soul és a klasszikus zene elemeivel. A dalokban a korábbi lemezekhez hasonlóan itt is a szerelem kapta a legnagyobb hangsúlyt. A David Foster és Diane Warren közreműködésével készült lemez ugyanolyan pozitív fogadtatásra talált, mint a Unison. Hasonló, bár némileg kisebb sikert könyvelhettek el még az If You Asked Me To, a Love Can Move Mountains és a Nothing Broken But My Heart című kislemezek is.
Ez idő tájt jelent meg a következő francia nyelvű stúdióalbum, a Dion chante Plamondon. Ez nagyrészt feldolgozásokat tartalmazott, illetve négy új dal is rákerült. Kanadában és Franciaországban 1991–1992 során, majd 1994-ben a nemzetközi zenei piacokon is kiadták, ez volt az énekesnő első albuma, ami elérte ezt a teljesítményt. Dalai közül a Un garçon pas comme les autres (Ziggy) volt igazán sikeres Franciaországban, amely elérte a listák második helyét, és aranylemez lett. Québecben már a megjelenés napján elérte az aranylemez minősítést, Dion pedig a következő évben egy Félix- és egy Juno-díjat kapott a sikereknek köszönhetően.
1992-re a Unison sikerei Észak-Amerikában is a sztárok közé emelte az énekesnőt, aki ezzel elérte egyik fő célkitűzését: betört az angol nyelvű zeneiparba, és hírnevet szerzett ott. Ezzel párhuzamosan Kanadában élő francia rajongótábora neheztelt rá, mert elhanyagolva érezték magukat. E negatív érzéseket azért sikerült feloldania: az 1990-es Félix-díj átadásakor visszautasította az év angol nyelvű művésze kategóriában neki ítélt díjat, mondván, hogy nem tartja magát angol nyelvű művésznek. Azt nyilatkozta, ő mindig is francia művész volt, és az is marad.
A zenei sikerek mellett Céline magánéletében is változások következtek be. Menedzsere, a huszonhat évvel idősebb Angélil a szerelme is lett, bár ezt a nyilvánosság elől hosszú időn át titokban tartották. Úgy gondolták, ártana az énekesnő karrierjének, ha rajongói helytelenítenék kapcsolatukat.

### 1993–1995: The Colour of My Love és D'eux
1993-ban Dion elárulta érzelmeit a nyilvánosságnak. The Colour of My Love című albumának ajánló részében a „szerelme színének” (the colour of her love) nevezte Renét. Félelmeik ellenére rajongóik örültek a hírnek, és a pár 1994 decemberében fényűző esküvő keretében házasodott össze, amit élőben közvetített a kanadai televízió.
A szerelmének dedikált album dalainak témája a szerelem és romantika köré épült. Ez volt Céline karrierjének addigi legsikeresebb lemeze, amiből több mint hat millió darab kelt el az Egyesült Államokban, két millió darab Kanadában, és több ország sikerlistáin is elérte az első helyezést. A lemezről készült az első, Amerikában, Kanadában és Ausztráliában is megjelent kislemez Jennifer Rush 1985-ös slágerének feldolgozásával, a The Power of Love című dallal. Ez a dal volt az énekesnő védjegye (signature hit) egészen az 1990-es évek végéig. A Clive Griffinnel énekelt When I Fall in Love az amerikai és a kanadai listákon már csak közepes sikert ért el, de két Grammy-jelölést is kapott, amelyből egyet el is nyert. A The Colour of My Love lett Dion első jelentős sikere Európában is, de főleg az Egyesült Királyság területén. Mind az album, mind a Think Twice című kislemez öt egymást követő héten át birtokolta a brit listák tetejét. A Think Twice hét hétig maradt az első helyen, az énekesnő negyedik olyan kislemeze volt, amely több mint egy millió példányban fogyott el a brit zenei piacon, a The Colour of My Love album pedig ötszörös platinaminősítést ért el, miután kétmillió példányban kelt el.
Dion tartotta magát francia gyökereihez, és újabb francia lemezeket is készített az angol nyelvűek között. Az 1994-es, a párizsi Olympia színházban tartott koncertről készült egy élő lemez À l’Olympia címmel. Promóciós dala, a Calling You élő verziója hetvenötödik helyet ért el a francia kislemez listán. Készült egy közös dal az Alvin and the Chipmunks együttessel, a Petit Papa Noël című dalt két nyelven vették föl az A Very Merry Chipmunk című karácsonyi albumra. 1995-ben adták ki a D’eux – az Egyesült Államokban a The French Album – című lemezt, amely minden idők legsikeresebb francia nyelvű lemeze lett. Dalai jelentős részének írója és producere Jean-Jacques Goldman volt, közülük a Pour que tu m'aimes encore és a Je sais pas is óriási sikert aratott. Az előbbi tizenkét héten át tartotta első helyét Franciaországban, majd elérte a platinaminősítést. Az Egyesült Királyságban és Írországban is a legjobb tíz között szerepelt, ami ritka esemény volt francia nyelvű dal esetében. A második kislemez dal, a Je sais pas is elérte a legjobb helyezést a francia kislemezek között, és ezüst minősítést ért el az országban. A két dal angol nyelvű változata rákerült az énekesnő 1996-ban megjelent Falling into You című albumára, If That's What It Takes és I Don't Know címmel.
Az 1990-es évek közepén Dion lemezeit még mindig a melodramatikus balladák uralták, de helyet kaptak a tempósabb kortárs popdalok is. A tehetséges Jim Steinman és David Foster igyekezett a divatnak megfelelő számokat írni az énekesnőnek. Bár a kritikusok véleménye változó volt, Céline lemezei jól teljesítettek a nemzetközi lemezlistákon, és 1996-ban harmadik alkalommal is az övé lett a World Music Awards díja az év legtöbb lemezt eladott kanadai énekesnője kategóriában. Az 1990-es években megerősítette helyét a világ legsikeresebb előadói között.

### 1996–1999: Falling into You, Let's Talk About Love, és S'il suffisait d'aimer
- Nem tudod lejátszani a fájlt? Olvasd el a Wikipédia:Médiafájlok lapot.

1996-ban jelent meg Dion negyedik angol nyelvű lemeze Falling into You címmel, amelyben zenéjének további fejlődése mutatkozott meg. Hogy szélesebb közönséghez is elérjen, a dalokban több elemet vegyítettek, a zenét nagyzenekari hangzással, afrikai kántálással és más, gondosan kidolgozott zenei hatásokkal dúsították. Ezek mellett a hegedű, a klasszikus gitár, a harsona, egy brazil pengetős hangszer, a cavaquinho és a szaxofon is segített az új hangzásban. A kislemezek zenei stílusok széles skáláját fogják át. A Falling into You című címadó dalt és a River Deep, Mountain High című Tina Turner-feldolgozást főként az ütőhangszerek jellemzik, az It's All Coming Back to Me Now (Jim Steinman-feldolgozás) és az All by Myself lágyabb rock hangzású, de a klasszikus zongorai hangokkal elegyítve, a slágerlista vezető Because You Loved Me pedig egy ballada, amely az 1996-os A hírek szerelmesei című film betétdala lett.
A Falling into You az énekesnő addigi karrierjének legjobb visszhangjára talált a kritikusok részéről. Míg Dan Leroy szerint a lemez nem sokban különbözik az előzőtől, és Stephen Holden (The New York Times) és Natalie Nichols (Los Angeles Times) azt írta, hogy előírásos, olyan kritikusok szerint, mint Chuck Eddy az Entertainment Weekly, Stephen Thomas Erlewine az AMG cikkírója és Daniel Durchholz olyan jelzőkkel halmozta el a lemezt, mint „lenyűgöző”, „szenvedélyes”, „stílusos”, „elegáns” és „hihetetlenül jól összeállított”. Ez lett Dion legsikeresebb albuma mind kritikusi, mind bevételi szempontból. Számos országban került a listák élére, és minden idők egyik legnagyobb eladást produkáló lemeze lett. Az Egyesült Államokban listavezető lett, majd 11-szeres platinaminősítést ért el a több mint 11 millió eladott példány után. Kanadában több mint egy millió kelt el belőle, így gyémántlemez lett. Az IFPI kilencszeres platinaminősítést igazolt, mely elismerést mindössze két másik album szerzett meg a történelem során, azok közül az egyik szintén Céline lemeze, a Let's Talk About Love. Következő évben az album Grammy-díjat nyert mind az év popalbuma, mind pedig az év albuma kategóriákban. Céline Dion világszerte tovább erősítette hírnevét, amikor felkérték, hogy az 1996-os atlantai nyári olimpiai játékok nyitóünnepségén elénekelje a The Power of the Dream című dalát. 1996 márciusában az album további népszerűsítésére koncertturnéra indult az énekesnő, a Falling into You Tour keretében több mint egy éven át adott koncerteket világszerte.
A lemezt a folytatásként emlegetett Let's Talk About Love követte 1997-ben. Felvételei Londonban, New Yorkban és Los Angelesben zajlottak, és olyan különleges vendégénekesek vettek részt a produkcióban, mint Barbra Streisand (Tell Him), a Bee Gees (Immortality) és Luciano Pavarotti (I Hate You Then I Love You). További közreműködő volt még Carole King, George Martin, Bryan Adams, valamint a jamaicai származású Diana King, akivel a Treat Her Like a Lady című reggae dalban énekelt együtt. A lemez a Falling into You-hoz hasonlóan sikeresnek bizonyult, világszerte listavezető lett, huszonnégy eladási területen ért el platinalemez minősítést, és az énekesnő karrierjének leggyorsabban fogyó albuma lett. Az Egyesült Államokban, megjelenésének hetedik hetében már elérte a csúcspozíciót, később pedig tíz millió eladott példány után tízszeres platinalemez lett. Kanadában, megjelenésének hetében 230 212 példány kelt el belőle, amivel azóta is rekordtartó. Az országban végül is gyémántlemez lett, miután átlépte az egymilliós eladási határt. Legsikeresebb dala a My Heart Will Go On című klasszikus ballada, amelynek írója és zeneszerzője James Horner és Will Jennings, producere Horner és Walter Afanasieff volt. A Titanic című film betétdalaként világszerte a listák élére került és Dion következő védjegyévé vált, majd Oscar- és Golden Globe-díjat nyert, mint legjobb eredeti filmbetétdal. 1999-ben az énekesnő elnyert további két Grammy-díjat is – a legjobb női popénekes teljesítményért és az év felvételéért –, a dalnak köszönhetően. A My Heart Will Go On és a Think Twice című dalok sikere után Céline Dion volt az egyetlen olyan énekesnő az Egyesült Királyságban, akinek két kislemeze is több mint egymillió példányban kelt el. Az album népszerűsítésére Dion 1998 augusztusában Let's Talk About Love Tour címmel koncertkörútra indult. Kevesebb, mint másfél év alatt 88 koncertet adott Észak-Amerikában, Ázsiában és Európában.
Az 1990-es évtizedet Dion három különösen sikeres albummal zárta. 1998-ban végén jelent meg a These Are Special Times című karácsonyi lemez, 1999-ben újabb francia nyelvű albumot készített S'il suffisait d'aimer címmel, majd ugyanezen évben egy válogatáslemez is készült, az All the Way… A Decade of Song A karácsonyi albumon az énekesnő dalszövegíróként is közreműködött, Ric Wake és Peter Zizzo mellett társírója volt a Don't Save it all for Christmas Day című dalnak. Az album dalai az addigi legklasszikusabb hangzásban készültek. Az R. Kellyvel közösen énekelt duett (I'm Your Angel) Dion negyedik „number one” amerikai kislemeze lett, de a világ többi részén is vezető helyeket ért el. Az All the Way… A Decade of Song a legsikeresebb Dion-dalokat és hét újat is bemutatott, köztük az első kislemezdalt, a That's the Way It Is-t, a The First Time Ever I Saw Your Face című Roberta Flack-feldolgozást és a Frank Sinatrával duettben előadott All the Way-t. Ez a lemez is óriási sikert aratott világszerte. Az Egyesült Államokban három hétig tartotta első helyét, majd hétmilliónyi eladott darab után hétszeres platinalemez lett. Az Egyesült Királyságban, Kanadában és Ausztráliában is hasonló sikert ért el. Az évtized végére újabb francia dalok készültek. A S'il suffisait d'aimer minden nagyobb francia nyelvterületen befutott, Franciaországban, Svájcban a belgiumi Vallóniában és Kanadában is. Franciaországban több mint másfél millió példányban fogyott, így gyémántlemez lett. Az 1990-es évek végére Céline Dion több mint 100 millió albumot adott el világszerte, és díjak tömkelegét nyerte el. Tovább erősítette helyét a zeneipar legnagyobb popdívái között, amikor 1998-ban felkérték, hogy a VH1 Divas Live című műsorában szerepeljen Aretha Franklin, Gloria Estefan, Shania Twain és Mariah Carey mellett. Még ugyanezen évben Céline megkapta szülőhazájának két legnagyobb kitüntetését, a Kanada Rend legmagasabb fokozatát és a Québec Nemzeti Rend tiszti fokozatát. Egy évvel később felkerült a Canadian Broadcast Hall of Fame-re, és csillagot kapott a kanadai hírességek sétányán.
A '90-es évek végén azt a pop-rock stílust, ami korábbi lemezeire volt jellemző, felváltotta egy jóval felnőttesebb kortárs zenei hangulat. Ettől függetlenül továbbra is a szerelem maradt legtöbb dalának központi témája, ami egyes kritikusokat arra vezetett, hogy Dion zenéjét elcsépeltnek, közhelyesnek tartsák és elutasítsák. Mások ezután is dicsérték, egyfajta technikai csodaként jellemezve előadásait, a These Are Special Times című albumról pedig olyan kritika is született, mely szerint az énekesnő egy zenei olimpikon, aki számára nem létezik sem elérhetetlen cél, sem elérhetetlen hang.

### 2000–2003: Visszavonulás, A New Day Has Come, One Heart, és 1 fille & 4 types
Tizenhárom album és számos koncert után Dion úgy érezte, nyugalomra van szüksége. Utolsó albumán, az All the Way… A Decade of Song című lemezen bejelentette, hogy háttérbe vonul egy időre a színpadtól, hogy a saját életét élhesse. Férjénél ekkortájt diagnosztizáltak torokrákot, ami szintén a visszavonulásra sarkallta őt. Az énekesnő a szünet idején sem tudott teljesen kikerülni a rivaldafényből. 2000-ben a National Enquirer valótlan tartalmú cikket közölt a párról. A lap tévesen idézte az énekesnő szavait, és főcímként jelentette: „Ikreket várok!” Dion ezért több mint húszmillió dollárra perelte a lapkiadó társaságot. Az Enquirer szerkesztői a következő számban elnézést kértek és visszavonták állításaikat, majd Dion és férje tiszteletére anyagi támogatást nyújtottak az American Cancer Society szervezetnek. Egy évvel az eset után, mesterséges megtermékenyítést követően, 2001. január 25-én megszületett fiuk, René-Charles Dion Angélil. A 2001. szeptember 11-ei terrortámadások után az énekesnő visszatért a színpadra, és az America: A Tribute to Heroes elnevezésű jótékonysági koncerten előadta a God Bless America című dalt. Chuck Taylor, a Billboard cikkírója szerint „Dion előadása eszébe juttatta, miért is ő a kor egyik ünnepelt énekesnője: képes olyan érzelmek tolmácsolására, amelyek felrázzák a lelkünket. Megindító, érzékeny és elegáns – csak ajánlani tudom azoknak, akik a történtek feldolgozásával küszködnek.” Dion 2003-ban a 37. Super Bowl rendezvényen is elénekelte a dalt a San Diegó-i Qualcomm stadionban.
2001 decemberében jelent meg Georges-Hébert Germain közreműködésével az énekesnő életrajza My Story, My Dream címmel, amely gyermekkorától 2000-ig tárja föl Dion életének mozzanatait, a szülői háztól a világhírnévig. A könyv Magyarországon 2001-ben Életem, az álmom címen jelent meg az Etoile Kiadó gondozásában.
2002 márciusában, három háttérben töltött év után jelent meg a találóan A New Day Has Come (magyarul Új nap jött el) címet viselő album. Az album az énekesnő addigi legszemélyesebb tartalmú lemeze, dalaiban Dion érettebb oldala mutatkozik meg. E változás az anyaság miatt érzett felelősségtudat következménye, mert Dion saját szavaival szólva, „az anyaság felnőtté tesz.” „Az új nap Renének, nekem a kisbaba… az A New Day Has Come című dal nagyon jól ábrázolja, hogyan érzem magam most. Az egész albumot jellemzi. A lemez több mint tizenhét országban – köztük az Egyesült Királyságban és Kanadában is – a listák első helyén debütált. Az Egyesült Államokban a Billboard 200-as lista első helyén mutatkozott be, már a megjelenés első hetében 527 ezer példányban kelt el. Ez volt Dion első, listavezetőként debütáló albuma ezen a listán. Az Államokban végül is háromszoros, Kanadában pedig hatszoros platinaminősítést ért el.
Bár a lemez kereskedelmi szempontból sikeresnek bizonyult, a kritikusi visszhang inkább felejthetőnek, dalszövegeit pedig élettelennek ítélte. A Rolling Stone magazin és az Entertainment Weekly munkatársainak véleménye szerint Dion zenéje nem lett kiforrottabb a karrierjében tartott szünet alatt, és dalait közhelyesnek, középszerűnek értékelték. Sal Cinquemani, a Slant magazin cikkírója szerint az album „csöpögős, érzelgős popdalok terjengős gyűjteménye.” Az erről az albumról született első kislemez (A New Day Has Come) a Billboard Hot 100 listán elért legjobb helyezése a 22. hely volt. A Hot Adult Contemporary Tracks listán huszonegy egymást követő héten át volt listavezető, megdöntve ezzel a korábbi leghosszabban vezető dal rekordját. A túlszárnyalt rekordtartó dalok Phil Collins You'll Be in My Heart és Dion Because You Loved Me című dalai voltak, melyek egyaránt tizenkilenc héten át tudták megtartani listavezető helyüket. 2002-ben az énekesnő részt vett több jótékony célú koncerten is, köztük a híres VH1 Divas Live koncerten, melyet a VH1 Save The Music Foundation támogatására szerveztek olyan előadók közreműködésével, mint Cher, Anastacia, Dixie Chicks, Mary J. Blige, Whitney Houston, Cyndi Lauper, Shakira és Stevie Nicks.
Személyes élményeiből merítve készítette el Dion 2003-ban One Heart című albumát, amelyben élete iránti nagyrabecsülését mutatja be. A dalok jellemzően dance stílusban szólnak, ami eltér a korábbi szárnyaló, melodramatikus balladáktól. Emiatt az új lemez meglehetősen vegyes fogadtatásban részesült. A közepes siker ellenére még a legenyhébb kritikákban is jelen voltak a „kiszámítható” és a „banális” értékelések. Az album első kislemeze Cyndi Lauper egy 1989-es dalának, az I Drove All Night-nak feldolgozása lett 2003 januárjában, ami egy Chrysler-reklámkampány részeként készült, stílusában a dance-pop és a rock and roll jegyeit hordozza. A reklámot változó kritikákkal illették, köztük olyan is volt, ami szerint Dion csak a szponzorai elégedettségét akarta kielégíteni. Azonban többen is, köztük Bonita Stewart, a Chrysler Group Marketing Communications igazgatója azt állította, „a Chryslert lenyűgözte, hogy etnikai hovatartozástól függetlenül kedveli mindenki az énekesnőt.” Hozzátette azt is, hogy az énekesnő „kifinomultságot, romantikát, szenvedélyt hozott a márkának.” Az albumról még két kislemez jelent meg: a Have You Ever Been in Love és a One Heart.
2003 októberében jelent meg egy újabb francia nyelvű lemez, az 1 fille & 4 types, amely az előző kiadványnál jobb fogadtatásban részesült, és azt mutatta, hogy Dion megpróbál kitörni a dívaimázsból. Az album létrejöttét Jean-Jacques Goldman, Gildas Arzel, Eric Benzi és Jacques Veneruso segítette, akikkel korábban is együttműködött már két sikeres francia lemezénél, a S'il suffisait d'aimer és a D’eux megalkotásánál. Az énekesnő maga is az „öröm albumának” titulálta a lemezt, amelynek borítóján a korábbi beállított képekkel ellentétben Dion egyszerű, nyugodt pillanatban látható. Franciaországban, Kanadában és Belgiumban is széles körű sikert ért el és listavezető lett. Franciaországban 700 000 eladott példány után kétszeres platinalemez lett. Erlewine az Allmusic.com-on azt írta, hogy Dion dalai újra a csúcson vannak és hogy az énekesnő „visszatért a popzene alapjaihoz, és olyan színvonalon énekel, ami régen volt hallható tőle.”

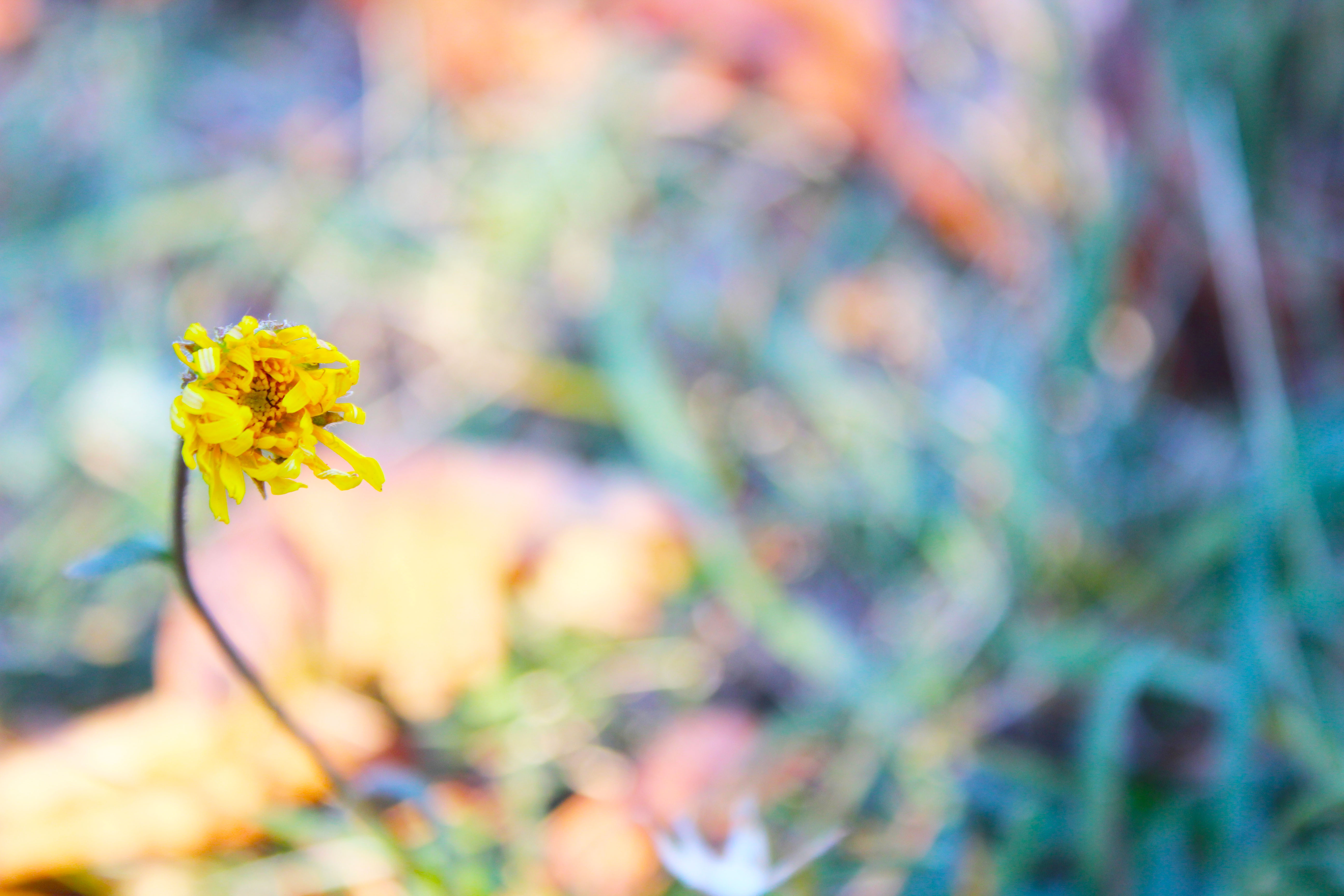
Miracle (2004)

A One Heart után 2004-ben következett ismét egy angol nyelvű album, a Miracle. Ez Dion és Anne Geddes fényképész közös projektje volt, aminek központi témája a kisbabák és az anyaság. A lemezt jellemzően altatók és más anyai szeretettel és inspirációval kapcsolatos dalok alkotják, köztük a legnépszerűbbek Louis Armstrong What a Wonderful World és John Lennon Beautiful Boy című feldolgozásai lettek. A fogadtatás ismét vegyes volt. Az Allmusic.com-on ötből három csillagot kapott, Stephen Thomas Erlewine szerint „a legrosszabb, ami a lemezről elmondható, hogy nincs benne semmi meglepetés, de a közönség egy ilyen lemezzel kapcsolatban nem is akar meglepetést; nyugalmat várnak, nem számít, hogy ezt felújított dalok vagy újszülöttek fotói formájában kapják meg. A Miracle megadja mindkettőt, ami vonzóvá teszi mind a várandós, mind az új anyák számára, Dion közönségének körében.” Chuck Taylor, a Billboard magazinban azt írta, hogy a Beautiful Boy egy „nem várt drágakő”, és Diont „kortalan és sokoldalú művész”-nek nevezte, ezzel szemben Chuck Arnold a People magazinban azt állította, hogy a lemez túl szentimentális, miközben Nancy Miller az Entertainment Weeklyben úgy vélte, a könyvet, CD-t és DVD-t is tartalmazó csomag csak egy okos ötlet volt az új anyák könnycsatornáinak beindítására. A Miracle a Billboard 200 listán a negyedik, Kanadában pedig első helyen debütált, majd 2005 januárjára platinalemez lett.
Bár Céline lemezei kereskedelmi szempontból sikeresnek bizonyultak, nem érték el korábbi munkáinak sem az eladási számait, sem pozitív fogadtatását. A 2000-ben megjelent The Collector's Series, Volume One és a 2003-as One Heart sem felelt meg a kritikusok várakozásának. Dalai kevesebb teret kaptak a rádiókban, mivel a Dion-, Carey- és Houston-féle lírai dalok általánosságban is kevesebb teret kaptak a tempósabb kortárs és hiphopdalok mellett. Ennek ellenére 2004-re Dion világszerte eladott összes lemezének száma átlépte a 175 millió darabot, amiért Chopard Diamond-díjat kapott a 2004-es World Music Awards díjkiosztáson. A World Music Awards hivatalos weboldala szerint ennek a díjnak a kiérdemlése nagyon ritka, nem egy minden évben átadott elismerés, a művészek csak 100 millió eladott album után részesülhetnek ebben.

### 2003–2007: A New Day…
2002 elején Dion bejelentette, hogy három éven át egy hatszáz előadásból álló show-műsor-sorozatba kezd a Las Vegas-i Caesars Palace hotel Colosseum nevű, három páhollyal és 4100 ülőhellyel rendelkező színházában, melyet kifejezetten az énekesnő számára építettek. „Évek óta ez volt a legjobb üzleti döntés a nagyobb előadóművészek között” – írta cikkében a Chicago Sun-Times. Az ötlet akkor fogant meg Céline fejében, amikor még a karrierjében tartott szünet elején látta Franco Dragone O című műsorát. 2003. március 25-én elkezdődött az A New Day… című Céline-show. A nyitóelőadáson számos híresség volt jelen, köztük Dick Clark, Alan Thicke, Kathy Griffin és Justin Timberlake, aki az a televíziós felvétel házigazdája volt. Műsorának elkészítéséhez Dragone-t kérte fel, a produkció a tánc, a zene és a látvány kombinációjára épült. Dion táncosok és különleges effektek körében adta elő legnagyobb sikerű dalait, koreográfusa Mia Michaels volt. Mike Weatherford kritikus szerint az első alkalommal Dion nem volt olyan nyugodt, mint kellett volna, és néha nehéz volt megtalálni az énekesnőt a rengeteg díszlet és táncos között. Ennek ellenére a show Dion tökéletes színpadi jelenléte és egyszerű fellépő ruháinak köszönhetően élvezhető volt.
2004. január 6-án az énekesnő csillagot kapott a hollywoodi hírességek sétányán.
Dion estéről estére, heti öt alkalommal lépett fel műsorával a Colosseumban. A műsor a drága jegyárak miatti panaszok ellenére is népszerű volt a közönség körében, és az énekesnő az utolsó előadásig telt ház előtt énekelt. A jegyek átlagos ára 135,33 dollár volt. A Pollstar adatai szerint 2005 első felében összesen 322 000 jegy kelt el, ami 43,9 millió dolláros bevételt jelentett, és 2005 júliusáig 384 műsorból 315 telt házas volt. 2005 végére több mint 76 millió dollárra nőtt a bevétel, ami a 2005-ös Billboard's Money Makers list hatodik helyére juttatta a show-műsort. Az A New Day… a hatodik legsikeresebb turné volt 2006-ban Amerikában.
A sikernek köszönhetően Dion szerződését 2007-ig meghosszabbították, először még határozatlan időre. 2007. január 5-én jelentették be, hogy 2007. december 15-ig tart a show-műsor-sorozat, az utolsó két hónap jegyeinek árusítása március 1-jétől kezdődött. A négy és fél éves koncertsorozat összesen 400 millió dolláros bevételt hozott, és közel 3 millióan láthatták. A hatalmas sikerre tekintettel 2007. december 10-én Európában, majd a következő napon Észak-Amerikában egy koncertfelvétel is megjelent belőle, amely az A New Day… Live in Las Vegas címet viseli.

### 2007–2010: D'elles, Taking Chances, és Taking Chances Tour

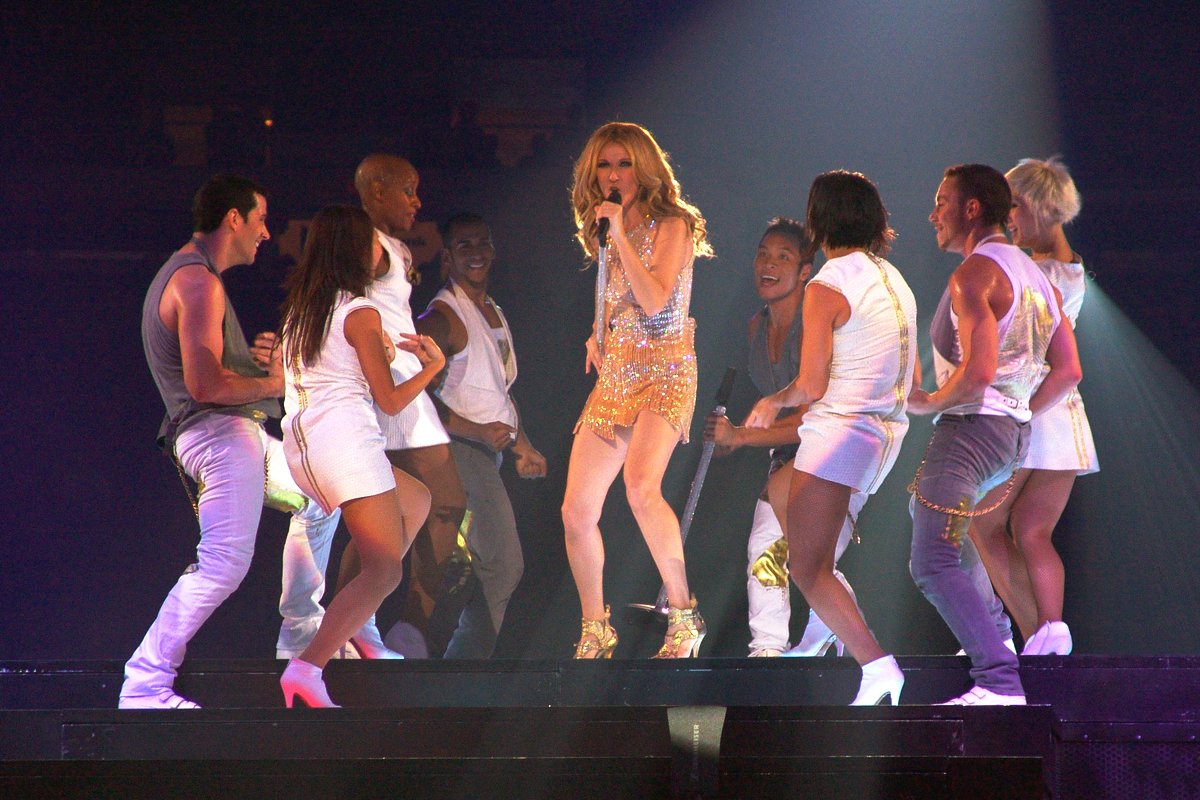
A Taking Chances Tour egy koncertjén 2008 szeptemberében, Long Islanden

Dion újabb francia nyelvű lemeze, a D’elles 2007. május 21-én jelent meg, és azonnal a kanadai listák élére került. Már megjelenésének első hetében 72 200 példányban fogyott. Amióta a Nielsen SoundScan méri a zeneipar forgalmát (1991), az énekesnőnek ebben az időszakban megjelent albumai közül ez volt a tizedik, amely vezető helyen debütált. Kanadában kétszeres platinaminősítést ért el, az első hónapban több mint fél millió darabot szállítottak külföldre. Franciaországban és Belgiumban szintén első helyezést ért el. Az album első kislemeze, az Et s'il n'en restait qu'une (je serais celle-là) már egy hónappal korábban a francia kislemezlista élére került.
2007. november 12-én Európában, 13-án Észak-Amerikában ismét angol nyelvű lemez jelent meg, a Taking Chances. A 2003-as One Heart óta első újabb angol albumon pop-, r&b- és rockzenét ötvöző dalok hallhatók. A dalok elkészítésében közreműködött John Shanks és az Evanescence egykori gitárosa, Ben Moody, Kristian Lundin, Peer Astrom, Linda Perry, Yuna Ito japán énekesnő és az r&b-énekes és dalszövegíró, Ne-Yo. Az énekesnő szerint az album karrierjének pozitív irányú fejlődését mutatja meg, erősebbnek, merészebbnek érezte magát, mint korábban, de ugyanolyan szenvedélyesnek a zenében és az életében is, mint amilyen mindig is volt. Dion 2008. február 14-én a két legutóbbi album népszerűsítésére majd egy éven át tartó, 132 koncertből álló turnéra indult, amelynek során öt kontinens országaiban lépett föl. Becslések szerint a turné több mint 200 millió dolláros bevételt hozott, amivel az év egyik legnagyobb bevételt elérő koncertkörútja lett. 2009-ben az összeg tovább nőtt, összesen 270 millió dollárra. Ez a turné ezzel minden idők második legsikeresebb szólóénekesi turnéja, és összkategóriában minden idők tizedik legsikeresebbje. Az Egyesült Államokban a turné a Billboard Boxscore listáján első helyre kerül, minden egyes koncert telt házzal zajlott mind az Államokban, mind Kanadában.
Dion második alkalommal vehetett részt az Idol Gives Back elnevezésű jótékony célú koncerten. 2008-ban hat Juno-díjra jelölték, köztük az év művésze, az év pop albuma (Taking Chances), az év francia nyelvű albuma (D’elles) és az év albuma (Taking Chances és D’elles) kategóriákban. A következő évben újabb három Juno-kategóriában jelölték az énekesnőt; az év dala (Taking Chances), az év zenei DVD-je (Live in Las Vegas: A New Day…) és a Fan Choice Award kategóriákban.
2008. augusztus 22-én a Taking Chances-turnét megszakítva Céline ingyenes, kifejezetten francia nyelvű koncertet adott Québecben, a Plains of Abraham parkban, a város 400. évfordulójának alkalmából. A koncertfelvétel 2008 novemberében Céline sur les Plaines címmel jelent meg DVD-n Québecben, majd 2009. május 20-án Franciaországban. 2008. október végén jelent meg az első, a világon mindenhol egyszerre kiadott angol nyelvű válogatásalbuma az énekesnő legsikeresebb dalaival, amely két verzióban is elérhető; az egylemezes My Love: Essential Collection, illetve a kétlemezes My Love: Ultimate Essential Collection.
2009 májusában Céline Dion az évtized huszadik legsikeresebb, illetve a második legsikeresebb női előadója volt az Egyesült Államokban, a több mint 17,5 millió eladott lemezzel. 2009. júniusban a Forbes magazin egy cikkében azt írta, hogy az énekesnő 100 millió dollárt keresett 2008-ban. 2009 decemberében a Pollstar jelentette be, hogy Dion volt az évtized legsikeresebb szóló koncertet adó énekese, és második legsikeresebb koncertező énekese a Dave Matthews Band mögött. Az évtized során Dion 522,2 millió dollárt keresett, amelynek jelentős része a Caesars Palace-ban töltött ötéves A New Day… show-műsor-sorozat eredménye.
2010. február 17-én Céline Dion dokumentumfilmet jelentetett meg a Taking Chances Tour koncertkörútról Celine: Through the Eyes of the World címmel. A filmen az énekesnő színpadi, színpad mögötti és családi jelenetei is megjelennek, mivel a turnéra családja is elkísérte. 2010. május 4-én a film DVD-n és Blu-rayen is megjelent Taking Chances World Tour: The Concert címen. A 2010-es Grammy-díj átadó rendezvényen Dion együtt énekelte Carrie Underwooddal, Usherrel, Jennifer Hudsonnal és Smokey Robinsonnal Michael Jackson Earth Song című dalát.
Szülőhazájában, Québecben Céline lett az évtized művésze, melyet 2009 decemberében a montreali Le Journal de Quebec magazin jelentett be. 2010. januárban a The Los Angeles Times közzétette éves listáját az évben legtöbbet kereső tíz személyről, melynek Dion az élére került, 2000-től 2009-ig minden évben 747,9 millió dolláros összbevételével. Bevételének legnagyobb része a jegyeladásokból származik (522,5 millió dollár).
Egy 2010. májusi Harris Poll-felmérés alapján Dion lett a legnépszerűbb zenész az Egyesült Államokban, megelőzve a U2-t, Elvist és a Beatlest is, mind nemi, mind politikai beállítottsági, lakhelyi és bevételi szempontok szerinti szavazók véleménye alapján. A legnépszerűbb zenész lett különösen a női népesség körében, valamint azon demokraták között, akik az Államok keleti vagy déli részén laknak, illetve azok között is, akik jövedelme 35 ezer és 74,9 ezer dollár között van.
2010 szeptemberében Céline duettet énekelt Michael Sardou francia énekessel (Voler). A dal Sardou későbbi albumán jelent meg. Októberben Dion írt és hangszerelt egy új dalt (Entre deux mondes) a kanadai Marc Dupré számára.

### 2011–2014: Celine, Sans attendre, és Loved Me Back to Life

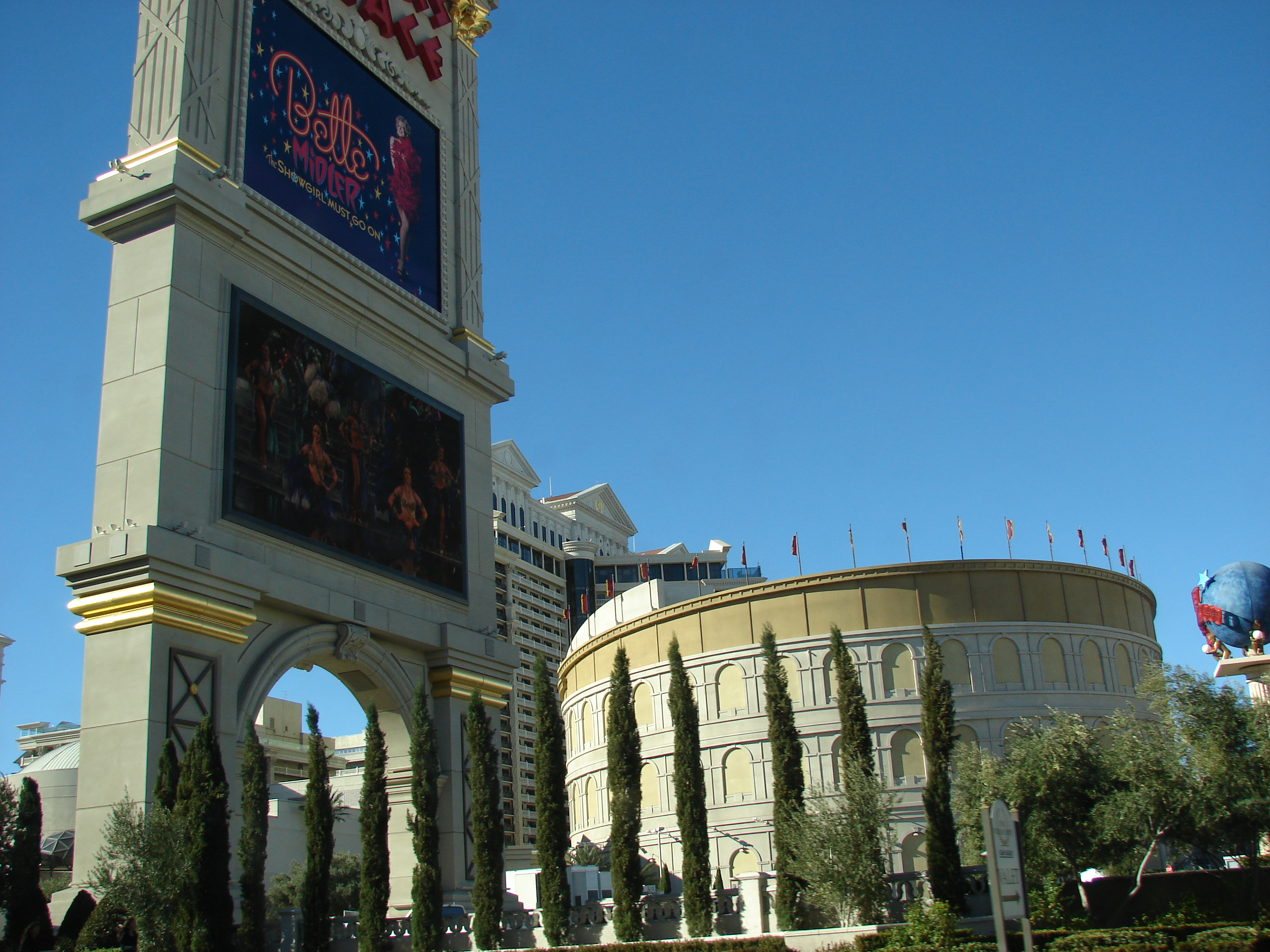
Újra a Colosseumban…

A People magazin egy 2010. februári interjújában Dion bejelentette, hogy visszatér a Caesars Palace falai közé új show-műsorával, a Celine-nel, amely három év alatt hetven előadásból áll, az első 2011. március 15-én volt a Colosseumban. Dion azt nyilatkozta, hogy a műsorban elhangzik „minden olyan dal a repertoáromból, amelyeket az emberek hallani akarnak”, és klasszikus hollywoodi filmek zenéi is köztük lesznek. Az előkészületek idején Dion már huszonhetedik alkalommal lépett fel a The Oprah Winfrey Show-ban, ezúttal annak utolsó évadában, 2010. február 21-én, ahol beszélt a közeledő show-ról és családjáról. 2013-ban a hároméves szerződést meghosszabbították, Céline 2019-ig lép fel a Caesars Palace-ban.
Céline hatodik alkalommal énekelt az Oscar-díj átadáson, a 83. Oscar-gálán a Smile című dalt adta elő. Szeptember 4-én Dion részt vett a 2011 MDA Labor Telethon Event-en, ahol az Open Arms című Journey-dal korábban felvett feldolgozását énekelte új showjából. 2011. október 1-jén az OWN Network mutatta be az énekesnő életéről készült Celine: 3 Boys and a New Show című dokumentumfilmet, amelyben családja, néhány hónapos ikrei és a műsor előkészületei kerültek felvételre. A film a TV OWN Canada csatornáján a második legnézettebb műsor volt. Októberben a FlightNetwork.com készített egy felmérést 780 fő részvételével azzal a kérdéssel, hogy mely híresség mellett ülnének legszívesebben egy repülőgépen. Dion volt a legnépszerűbb válasz, a szavazók 23,7%-a választotta őt. 2010 szeptemberében Dion 15. parfümje jelent meg a Celine Dion Parfums kollekcióból, a Signature.
2011. szeptember 15-én Dion részt vett Andrea Bocelli Concerto: One Night in Central Park ingyenes koncertjén a New York-i Central Parkban.
2012 januárjában jelentette be az énekesnő, hogy 2007 után először, ismét stúdióalbummal jelentkezik. 2012-re harangoztak be egy új angol nyelvű válogatásalbumot, a Le journal Montréal cikkében tették közzé, hogy az új lemez 2012 októberében jelenik meg Water and a Flame címmel. Dion azt nyilatkozta, hogy az új albumon új dalok mellett több feldolgozás is lesz a Las Vegas-i show-műsorból. A dalok ismertebb producerei Babyface, Ne-Yo és Eg White. Egy Stevie Wonder-duett szintén a lemezre kerül, az énekes Overjoyed című dalát énekli fel Dionnal. Az album megjelenése először 2012. novemberre, majd 2013 elejére csúszott, megelőzte 2012. november 2-án egy új francia nyelvű stúdióalbum, a Sans attendre. Az album már 2012 decemberére gyémánt minősítést ért el Franciaországban több mint 500 000 eladott példánnyal. Az angol nyelvű válogatáslemez megjelenési dátuma végül 2013. november 4-re csúszott Loved Me Back to Life címen.
Szintén 2012. januárban az énekesnő fellépett Jamaikában a 16th Jazz and Blues fesztiválon. Az ott készült interjúban azt nyilatkozta, hogy régi vágya volt eljutni erre a fesztiválra, így a Las Vegas-i show szünetében, új albumának felvételének idején szakított időt, hogy ott lehessen. 2012. októberben a Sony Music Entertainment kiadta a The Best of Celine Dion & David Foster című válogatásalbumot Ázsiában. A címadó dal kislemezét 2013. szeptember 3-án adták ki.
Öt év kihagyás után Céline ismét európai koncerteket adott. 2013 júliusában visszatért Québecbe a Plains of Abraham parkba egy koncert erejéig, majd 2013. november végén – december elején újabb európai koncerteket adott (Sans attendre Tour), közülük kettőt Antwerpenben, hetet pedig Párizsban. Breakaway, Incredible és Water and a Flame című dalai lettek a következő kislemezek. Az Incredible videóját 2014 júniusában töltötték fel az énekesnő hivatalos VEVO csatornájára.
2014. május 16-án Céline egy három lemezes (2CD/DVD és 2CD/Blu-ray) szettet készített Céline une seule fois / Live 2013 címmel, amely Franciaországban, Kanadában és Belgium vallón részén is a legjobb tíz közé került.

### 2014–2021: René halála,Encore un soir, Courage és és visszatérés Vegasba
2014. augusztus 13-án az énekesnő bejelentette, hogy határozatlan időre visszavonul a nyilvánosságtól, törli ázsiai koncertkörútját és Las Vegas-i fellépéseit, mivel férje egészségi állapota a 2013. decemberi tumorműtétet követően romlott. 2015. március 20-án a Caesars Palace-be való augusztusi visszatéréséről adott hírt. 2016. január 14-én lemondta összes januári fellépését férje és testvére halála miatt. Február végén tért vissza a színpadra.
2015. októberben közösségi oldalán adta hírül, hogy új francia albumon dolgozik, a posztban az algériai-kanadai énekesnővel, Zahoval látható közös fotón. 2016. május 24-én jelent meg az Encore un soir kislemez. Május 20-án a Queen The Show Must Go On című dalának feldolgozásával állt elő az énekesnő Lindsey Stirling hegedűkíséretével. A dalt élőben is előadta a 2016 Billboard Music Awards átadáson.
Az Encore un soir album 2016. augusztus 26-án jelent meg tizenöt francia nyelvű dallal. Franciaországban, Kanadában, Belgiumban és Svájcban is a listák élére került, Franciaországban gyémántlemez, Kanadában kétszeres platina, Belgiumban és Svájcban platinalemez lett. Több mint másfél millió példányban kelt el világszerte. 2016-os nyári és 2017-es nyári európai és kanadai turnéi teltházas koncertekkel zajlottak. 2016. szeptember 9-én jelent meg a Pink által szerzett Recovering című kislemez. A 2017-es A szépség és a szörnyeteg How does a moment last forever című betétdalát is Céline énekelte, a kislemez 2017 márciusában jelent meg. Un peu de nous című válogatáslemeze 2017. július-augusztusban vezette a francia eladási listákat.
2018. május 3-án adták ki a Deadpool 2. film Ashes című betétdalát Céline előadásában. A dal remix változata 2018 júliusában az amerikai Dance Club Songs lista élére tört. 2018 nyarán Céline "bepótolta" az elmaradt ázsiai turnét, a Celine Dion Live 2018 koncertkörút helyszínei között volt Japán, Tajvan, Szingapúr, Indonézia, Thaiföld, Kína, Fülöp-szigetek, kiegészítve Ausztráliával és Új-Zélanddal. A huszonkét showból álló koncertsorozat 56,5 millió dolláros bevételt hozott. 2018. szeptember 24-én az énekesnő bejelentette a Las Vegas-i műsorának végét, melynek utolsó előadása 2019. június 8-án zajlott. Azt követően új angol nyelvű lemezen kezdett dolgozni.
2019. januárban fellépett az Aretha! A Grammy Celebration for the Queen of Soul elnevezésű, Aretha Franklin-emlékkoncerten. Márciusban részt vett Ginette Reno, Diane Dufresne, Isabelle Boulay, Luce Dufault, Louise Forestier, Laurence Jalbert, Catherine Major, Ariane Moffatt, Marie Denise Pelletier és Marie-Élaine Thibert mellett Renée Claude 1971-es Tu trouveras la paix című dalának közös felvételén, miután bejelentették, hogy a francia énekesnőnél Alzheimer-kórt diagnosztizáltak.
Április 3-án egy élő Facebook adásban beszélt Céline a 2019-2020-ra tervezett Courage World Tour turnéról, amely 2019. szeptember 18-án indult Québecben. Ezzel együtt az angol nyelvű Courage albumot is bejelentette 2019. novemberi megjelenéssel. Szeptember 18-án három kislemezt adtak ki a leendő albumról (Lying Down, Courage, Imperfections). 2020. februárban a Spotifyon jelent meg két exkluzív dal; az egyik az Imperfections akusztikus változata, a másik Chris Isaak Wicked Game című dalának feldolgozása, melyben az eredeti énekes is közreműködött.
A folyamatban lévő turné a Covid19-pandémia következtében 2020. márciusban megszakadt. Az amerikai és kanadai koncerteket követő európai időpontokat, illetve néhány elmaradt észak-amerikai koncertet 2021-re halasztották.

### 2022–jelen: Egészségügyi problémák, színészi debütálás és párizsi olimpia
2022. január 15-én Dion lemondta észak-amerikai turnéját súlyos izomgörcsök miatt. December 8-án bejelentette, hogy merev személy szindrómát , egy ritka neurológiai betegséget diagnosztizáltak nála. Azt mondta, hogy a betegség életének minden területére hatással volt, megnehezítette a járást, és érintette a hangszálait. Minden turnéját törölték.
2023-ban Dion önmaga főszereplője volt a Szerelem újra című filmben , ami első fellépése egy játékfilmben. Öt új dalt is rögzített a május 12-én megjelent filmzenéhez; az első kislemez, a " Love Again " április 13-án mutatkozott be. 2024. május 3-án megjelent Dion „I'm Alive” és a Whispers 1979-es „ And the Beat Goes On ” című dalának egy összeállítása kislemezként. " Set My Heart on Fire (I'm Alive x And the Beat Goes On) ", a Majestic és a Jammin Kid, Diont is tartalmazza főszerepként. A kislemez a 6. helyen debütált a brit kislemezletöltési listán.
2024. június 25-én az Amazon MGM Studios kiadott egy dokumentumfilmet a merev személy szindrómában szenvedő Dion életéről, I Am: Celine Dion címmel. Az I Am: Celine Dion filmzene június 21-én jelent meg. Július 26-án Dion a " Hymne à l'amour " című dalt énekelte az Eiffel-toronyból a 2024-es nyári olimpia megnyitóünnepségének lezárásaként .Négy év után ez volt az első nyilvános fellépése. A szertartásról áttekintve a The Guardian azt írta, hogy Dion fellépése „rendíthetetlen, üdvös visszatérés” volt, „olyan gusztussal, aki saját bevallása szerint jobban vágyik a turnézásra, mint a rajongói”.
2024. november 13-án Dion részt vett az 1000 Seasons of Elie Saab divatbemutatón Rijádban, Szaúd-Arábiában, ahol előadta az I'm Alive és a The Power of Love című dalokat. 2025. május 13-án Dion videóüzenetben jelent meg a 2025-ös Eurovíziós Dalfesztivál első elődöntőjében a svájci Bázelben, majd más korábbi Eurovíziós résztvevők előadták az 1988-ban győztes Ne partez pas sans moi című dalát.

## Művészete
Céline Dion olyan sztárok zenéjén nőtt fel, mint Aretha Franklin, Charles Aznavour, Michael Jackson, Carole King, Anne Murray, Barbra Streisand és a Bee Gees, akikkel későbbi karrierje során együtt is dolgozhatott. Állítása szerint hallgatta Janis Joplin, a Doobie Brothers és a Creedence Clearwater Revival dalait, de azok zenei stílusukában énekelni nem volt lehetősége. Hatással volt rá Whitney Houston is, akihez gyakran hasonlítják Diont. Dalait több zenei stílus alakította, köztük a pop, rock, gospel, r&b és a soul, dalszövegeinek főbb témái a szegénység, éhezés, spiritualitás, illetve a szerelem és romantika. Gyermekei születése után az anyai kötelék és a testvéri szeretet is a visszatérő témák közé került.

### Zenei stílusa
Dionnak elég jelentős kritikákkal kellett mindig is szembenéznie, amik szerint zenéje gyakran megmarad a pop és soul zene kliséinél, és túlságosan szentimentális. A Rolling Stone magazin cikkírója, Keith Harris szerint „Dion szentimentalizmusa inkább bombasztikus és kihívó, mintsem negédes és unalmas lenne… ő áll az Aretha–Whitney–Mariah stílusú lejtő másik végén. Távol áll attól, hogy rendellenes legyen, tulajdonképpen ő egyfajta popzenei érzékenység szimbóluma – minél több, annál jobb, a túl sok sosem elég és minél érettebb az érzelem, annál valódibb.” Az énekesnő francia nyelvű kiadványai az előbbiek ellentéteként érzelmileg mélyebbek és változatosabbak az angol lemezeknél, ennek megfelelően jóval hitelesebbek.
Egyes kritikusok azt állítják, hogy dalainak létrejöttéből teljességgel hiányzik az énekesnő részvétele, ettől munkái túlrendezettek és személytelenek. Azonban mivel olyan családból származik, ahol minden testvére és szülei is zenészek, Dion is megtanult hangszereken játszani, zongorázni és gitározni. A Falling into You album felvételei során egy Fender Stratocaster gitárral gyakorolt. Ezen kívül segédkezett számos korai francia dalának hangszerelésében, és mindig próbálta belevonni magát lemezeinek készítési, felvételi munkálataiba. Első angol nyelvű lemezével kapcsolatban (Unison) – amely még angol nyelvi tanulmányai előtt készült – ellenérzései voltak, ami elkerülhető lett volna, ha aktívabban részt vett volna annak létrejöttében. Mire a második angol lemez, a Celine Dion elkészült, az énekesnő sokkal nagyobb részt vállalt a munkálatokból, remélvén, hogy a korábbi kritikák megismétlődését így elkerülheti. Azt nyilatkozta: „A második lemeznél azt mondtam, 'választanom kell, hogy még egyszer beijedek és nem leszek 100%-osan boldog, vagy nem ijedek meg, és az album része leszek'. Ez az én lemezem.” A további kiadványok létrejöttében is egyre inkább részt vett, segített pár dal megírásában is a Let's Talk About Love (1997) és a These Are Special Times (1998) című albumokra is.
Az énekesnő gyakran volt a média nevetségének, paródiáinak tárgya, erős akcentusa és színpadi mozdulatai, mimikája miatt gyakran figurázták ki őt olyan show-műsorokban, mint a MADtv, a Saturday Night Live, a South Park, a Royal Canadian Air Farce és a This Hour Has 22 Minutes. Mindezekkel kapcsolatban Dionnak nem voltak ellenérzései, és hízelgett neki, ha az emberek időt szántak rá, hogy megszemélyesítsék őt. Egyik kifigurázóját, Ana Gasteyert színpadra is hívta egyik előadásán.
Politikai nézeteivel kapcsolatban ritkán nyilatkozott. 2005-ben a Katrina hurrikán katasztrófája után szerepelt a Larry King Live showban, és könnyek között bírálta az amerikai kormánynak a hurrikán áldozatainak megmentésére irányuló lassú reagálását. „Még mindig emberek vannak ott, akik arra várnak, hogy kimentsék őket. Ez számomra elfogadhatatlan… Hogy lehet ilyen egyszerű más országokba repülőket küldeni, és mindenki megölni egy pillanat alatt? A saját országunkat kéne szolgálni.” Az interjú után azt nyilatkozta: „Amikor Larry Kingnek vagy hasonló nagy TV-showban adok interjút, kapásból kell válaszolnom a kérdésekre, ami nagyon nehéz. Van véleményem, de énekes vagyok. Nem politikus.”

### Hangja, hangszíne
Dionra gyakran utalnak úgy, mint a popzene egyik legbefolyásolóbb hangjára. Az 1990-es évek zeneiparára gyakorolt hatásának köszönhetően a pop királynőjeként is említik. A Blender magazin és az MTV 22 Greatest Voices of Music listáján Dion a kilencedik, női versenytársai között a hatodik helyen áll, míg a Cove magazin The 100 Outstanding Pop Vocalist elnevezésű listáján az énekesnő a negyedik legjobb. Gyakran hasonlítják őt Mariah Carey-hez éneklési stílusáért és bálványához, Barbra Streisandhoz hangjáért.
Céline-ről több forrás is írja, hogy öt oktávnyi hangot képes kiénekelni. Az énekesnő saját állítása szerint mezzoszoprán. Miután Dion előadott két szólót a Carmen című operából, és tudni szerette volna, énekelhetne-e operát, Kent Nagano, a müncheni szimfonikus zenekar neves tagja azt válaszolta, csak szopránt énekelt. Hangszínét vékonynak, enyhén orrhangúnak és majdnem vibratomentesnek írják le, „reszelős” mély hangokkal és „bell glass-like” magas hangokkal.
Diont gyakran dicsérik technikai virtuozitásáért. Stephen Holden a The New York Times egy cikkében így írt róla: „Ms. Dion […] éneklési technikája a belting, magas, vékony, enyhén orrhangú, majdnem vibratomentes szopránnal és jó adag technikai készséggel. Nagyszerűen boldogul a trükkös melizmákkal, a kánonokkal, és hosszan képes kitartani a hangokat a legapróbb ingadozás nélkül. És duettjeiben […] hangja megbízhatóan harmonikus.” Jean-Jacques Goldman egy, a párizsi Libération című napilapnak adott interjújában azt mondta, Dionnak nincs gondja sem a pontossággal, sem a tempóval. Kent Nagano szerint Dion „olyan zenész, akinek jó a füle, kifinomult, és olyan fokú tökéletességgel bír, ami irigylésre méltó.” Charles Alexander a Time-ban azt állította, hogy az énekesnő hangja megerőltetés nélkül suhan a mély suttogó hangoktól a legmagasabb hangjegyekig, egy olyan édes szirén, aki az erőt bájjal ötvözi.
Francia nyelvű repertoárjában Dion több árnyalattal és modulációval díszíti hangját, érzelmi intenzitásuk lágyabb és bensőségesebb. Luc Plamondon, francia énekes és dalszövegíró – aki több dalt is írt az énekesnőnek – szerint Dion három énekesnő egyben: a québeci, a francia és az amerikai.

## Egyéb tevékenységei

### Kereskedelmi tevékenységek
Céline már karrierje kezdetén is több alkalommal a Chrysler reklámarca volt. 1990-ben Dion Nickels névvel étteremláncot indított Kanadában, amiből 1997-ben szállt ki. 2003-ban a Coty Inc.-vel kötött szerződést a Celine Dion parfümök forgalmazására. Legutóbbi – a tizenötödik – illata, a Signature 2011 szeptemberében került piacra, a New York-i Kraftworks NYC ügynökség reklámkampányával támogatva. Céline parfümjei a kezdetektől több mint 850 millió dolláros bevételt hoztak. 2004 októberében az Air Canada kérte fel Diont reklámkampányában való részvételre, hogy új szolgáltatásaikat és korszerűsített egyenruháikat népszerűsítsék vele. Céline You and I című dala az Air Canada reklámhadjáratához készült.

### Jótékonysági munkája
Dion aktív támogatója számos jótékonysági szervezetnek világszerte. 1982 óta támogatja a Kanadai Cisztás Fibrózis Alapítványt (CCFF), és 1993-ban a szervezet nemzeti pártfogója lett. Az alapítványhoz érzelmi szálak is kötik, mivel unokahúga, Karine 16 évesen hunyt el cisztás fibrózisban. 2003-ban Céline számos más híresség, sportoló és politikus mellett csatlakozott a McDonald’s által szponzorált World Children's Day pénzgyűjtési akcióhoz. Az akció több mint száz nemzettől gyűjtött támogatást, melyet árvaházak és gyermek-egészségügyi intézmények részére osztottak szét. Ezen kívül Dion fő támogatója a T.J. Martell alapítványnak, a Diana Princess of Wales alapítványnak és számos egészségügyi és nevelési kampánynak. A Katrina hurrikán pusztítása után Dion 1 millió dollárt ajánlott fel a katasztrófa áldozatainak, majd a 2004-es indiai-óceáni szökőár áldozatai számára rendezett pénzgyűjtő akciót, amellyel szintén több mint 1 millió dollárt segített gyűjteni. A 2008-as szecsuani földrengés után az énekesnő 100 ezer dollárral támogatta a China Children & Teenagers' alapítványt, és levélben is vigasztalásáról és támogatásáról biztosította a bajba jutottakat.

### Elismerései

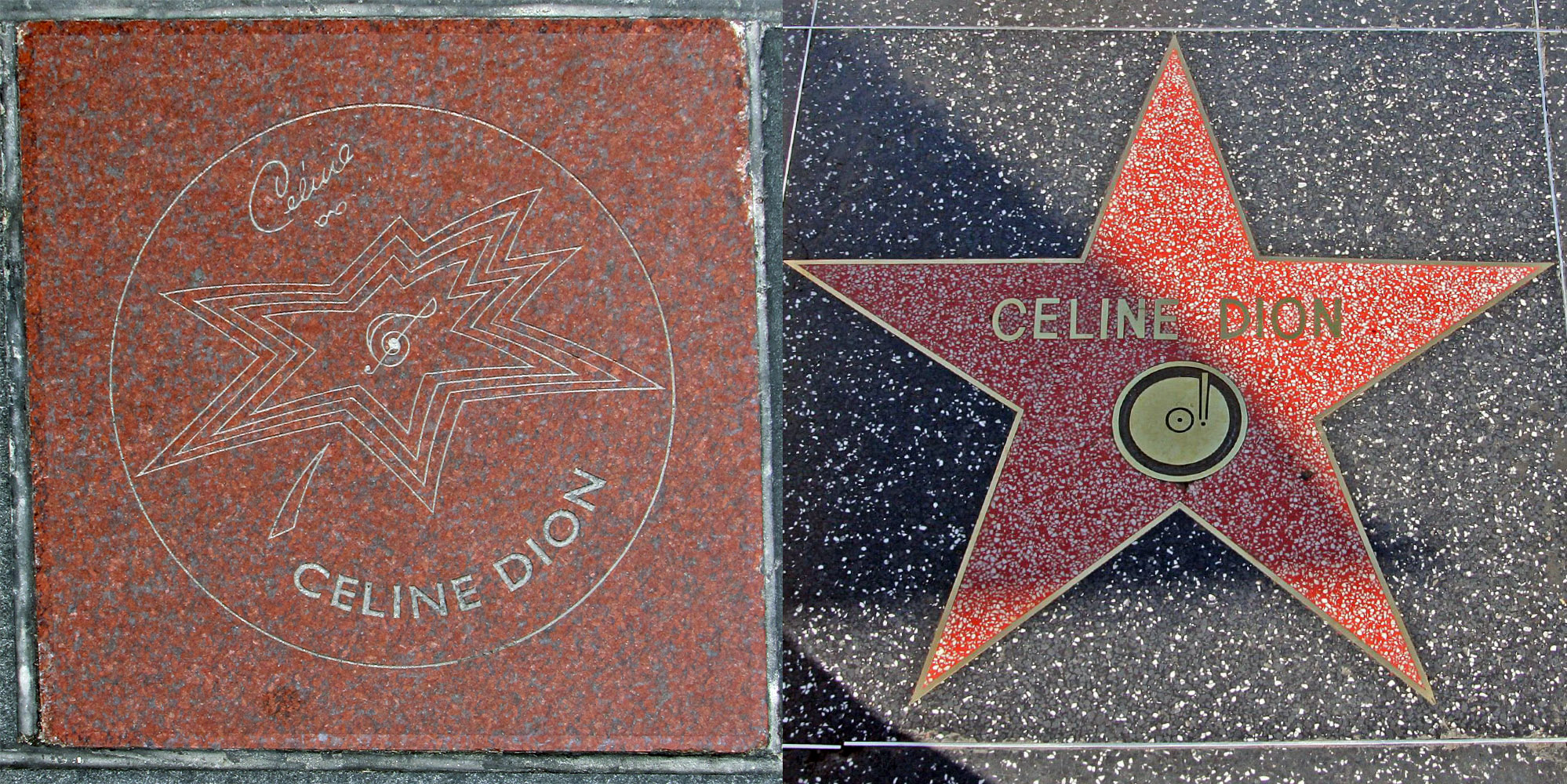
Céline csillaga a kanadai és a hollywoodi hírességek sétányán

Céline Dion karrierje során számos díjat és elismerést kapott a zeneiparban világszerte elért sikereiért; többek között öt Grammy-, tizenkét World Music Awards, hét American Music Award, hét Billboard Music Award, huszonegy Juno- és harminckilenc Félix-díjat. 2004-ben, miután lemezeladásai átlépték a 175 millió példányszámos határt, az énekesnő Chopard Diamond-díjat kapott a World Music Awards díjátadó rendezvényen, mint minden idők legsikeresebb művésznője.
Ezeken kívül az általa előadott dalok közül további öt kapott Grammy-díjat, valamint több is részesült Oscar-díjban és Golden Globe-díjban, amelyeket a dalszerzők kaptak. Első dala, amely a két utóbbi díjat egyszerre nyerte el, a A szépség és a szörnyeteg című 1991-ben bemutatott animációs film The Beauty and the Beast című betétdala volt, majd később a My Heart Will Go On is kiérdemelte mindkettőt. 1999-ben Andrea Bocellivel énekelt duettje, a The Prayer megnyerte a Golden Globe-ot a legjobb eredeti film betétdal kategóriában, Oscar-jelölését a legjobb eredeti dalok között nem tudta díjra váltani, illetve az 1996-ban megjelent Because You Loved Me kislemezt szintén jelölték mindkét jelentős díjra. A 2008-as World Music Awards díjátadó rendezvényen az énekesnő elnyerte a minden idők legtöbb lemezt eladott énekesnője elismerést.
1999-ben Céline csillagot kapott a kanadai hírességek sétányán, majd 2004 januárjában a hollywoodi hírességek sétányán is. Csillagát édesapjának ajánlotta, aki az ezt megelőző hónapban hunyt el. 2007-ben a Forbes magazin Diont a szórakoztatóipar ötödik leggazdagabb nőjének rangsorolta 250 millió dolláros becsült vagyonával, bár ez a lista nem tartalmazta a már nem aktív, visszavonult hírességeket.
Szülőhelye elismeréseként a kortárs zenéhez való hozzájárulásáért 1998-ban megkapta a Kanada Rend legmagasabb fokozatát, valamint a Québec Nemzeti Rend tiszti fokozatát, amelyek Kanada legmagasabb kitüntetései. 2008 májusában Nicolas Sarkozy adta át Céline-nek a Francia Köztársaság Becsületrendjét. 2008. augusztusban a québeci Université Laval tiszteletbeli doktorátusában részesült. 2010 októberében az Élelmezésügyi és Mezőgazdasági Világszervezet (FAO) jóléti nagykövetének nevezték ki, mely címben az Oscar-díjas Susan Sarandonnal osztozott.

## Magánélete
Céline 1980-ban, tizenkét éves korában találkozott először menedzserével és későbbi férjével, René Angélillel. Kapcsolatuk 1987-ben kezdődött, majd 1991-ben jegyezték el egymást. Esküvőjük 1994. december 17-én volt a montreali Notre-Dame bazilikában. Házassági fogadalmukat 2000. január 5-én Las Vegasban megismételték.
2000 májusában Dion két kisebb műtéten esett át egy New York-i termékenységi klinikán, hogy fogantatási esélyein javítson, miután évek óta húzódó sikertelen kísérleteik után a mesterséges megtermékenyítés mellett döntöttek. Első gyermekük, René-Charles Angelil 2001. január 25-én született. Kilenc évvel később, 2010 májusában férje bejelentette, hogy Céline hat megtermékenyítési eljárást követően, ikreivel 14 hetes terhes. Az ikrek 2010. október 23-án jöttek világra egy floridai egészségügyi központban. Az újabb fiúk egyike az Eddy nevet kapta Dion kedvenc dalszövegírója, Eddy Marnay után, másikuk pedig Nelson lett, az énekesnő Nelson Mandela iránti tiszteletéből. Újszülött gyermekeivel Céline 2010. december 9-én jelent meg a Hello! magazin címoldalán.
2016. január 14-én az énekesnő hivatalos honlapján osztották meg a nyilvánossággal a hírt, miszerint Dion férje, René Angélil helyi idő szerint a reggeli órákban, Las Vegasban elhunyt, miután a rák legyőzte szervezetét. Két nappal később, január 16-án az énekesnő bátyja, Daniel Dion is alulmaradt a rákkal való küzdelemben. 2020. január 17-én az énekesnő édesanyja 92 éves korában elhunyt.
2022 decemberében bejelentette, hogy gyógyíthatatlan betegségben, kontrollálhatatlan izommerevséggel, mozgás- és beszédképtelenséggel járó merevember-szindrómában szenved, és emiatt a soron következő turnéját is halasztania kell.

## Diszkográfiája
Céline Dion album-diszkográfiája 23 stúdióalbumot, hat élő lemezt, 20 válogatásalbumot, öt jótékony célú lemezt és 138 kislemezt tartalmaz. 1981 és 1987 között Dion csak francia nyelvű lemezeket adott ki Kanadában. Első angol nyelvű lemeze, a Unison 1990-ben jelent meg, és több mint három millió példányban kelt el világszerte.

### Angol nyelvű stúdióalbumok
- Unison (1990)
- Celine Dion (1992)
- The Colour of My Love (1993)
- Falling into You (1996)
- Let’s Talk About Love (1997)
- These Are Special Times (1998)
- A New Day Has Come (2002)
- One Heart (2003)
- Miracle (2004)
- Taking Chances (2007)
- Loved Me Back to Life (2013)
- Courage (2019)

### Francia nyelvű stúdióalbumok
- La voix du bon Dieu (1981)
- Céline Dion chante Noël (1981)
- Tellement j’ai d’amour… (1982)
- Les chemins de ma maison (1983)
- Chants et contes de Noël (1983)
- Mélanie (1984)
- C’est pour toi (1985)
- Incognito (1987)
- Dion chante Plamondon (1991)
- D’eux (1995)
- S’il suffisait d’aimer (1998)
- 1 fille & 4 types (2003)
- D’elles (2007)
- Sans attendre (2012)
- Encore un soir (2016)

## Koncertturnék
| Év               | Koncert címe                     | Média megjelenés |
| ---------------- | -------------------------------- | --- |
| 1983–1984        | Les chemins de ma maison tournée | – |
| 1985             | C’est pour toi tournée           | Céline Dion en concert hanglemez |
| 1988             | Incognito tournée                | – |
| 1990–1991        | Unison Tour                      | Unison videókazetta |
| 1992–1993        | Celine Dion in Concert           | – |
| 1994–1995        | The Colour of My Love Tour       | The Colour of My Love Concert videókazetta, DVD; À l’Olympia CD                                                                       |
| 1995             | D’eux Tour                       | Live à Paris videókazetta, DVD; Live à Paris CD                                                                                       |
| 1996–1997        | Falling into You Tour            | Live in Memphis videókazetta |
| 1998–1999        | Let's Talk About Love World Tour | Au cœur du stade videókazetta, DVD; Au cœur du stade CD                                                                               |
| 2003–2007        | A New Day…                       | Live in Las Vegas – A New Day... DVD, Blu-Ray; A New Day… Live in Las Vegas CD                                                        |
| 2008–2010        | Taking Chances Tour              | 2008: Céline sur les Plaines DVD; Celine: A világ szemén keresztül DVD, Blu-Ray; 2010: Taking Chances World Tour: The Concert DVD, CD |
| 2013-2014        | Sans attendre Tour               | 2014: Une Seule Fois,live 2013 DVD, Blu-Ray                                                                                           |
| 2014             | Asia Tour                        | (törölt) |
| 2016             | Summer Tour 2016                 | |
| 2017             | Celine Dion Live 2017            | |
| 2018             | Celine Dion Live 2018            | |
| 2019–2020 (2021) | Courage World Tour               | |

## Filmográfia
Viszonylag kevés színészi megjelenése mellett Céline Dion több mint kétszáz filmben adta énekhangját szereplőknek, vagy szerepelt televíziós műsorokban, vendégszereplője volt televíziós sorozatoknak (A dadus, Angyali érintés). Több koncertfilmje is készült, amelyeken az előadások mellett az előkészületek, a színpad mögötti jelenetek és az énekesnő családi élete is felvételre került. Színészként az alábbi filmekben, dokumentumfilmben szerepelt:
- Des fleurs sur la neige (1991)
- Egy életen át (1998)
- Celine: A világ szemén keresztül (2010)
- Céline Dion: A dívák királynője (2011)
- Une Seule Fois, live 2013 (2014, Sony Music)

## Magyar nyelvű kötetei
- Életem, az álmom; közrem. Georges-Hébert Germain, ford. Németh Márta; Etoile, Bp., 2001
- Anne Geddes–Celine Dionː Miracle. A születés csodája, az új élet ünneplése; ford. Csonka Ágnes, Hatvani Emese; Alexandra, Pécs, 2004 + CD, DVD

## Fordítás
- Ez a szócikk részben vagy egészben  a   Celine Dion című angol Wikipédia-szócikk ezen változatának fordításán alapul.  Az eredeti cikk szerkesztőit annak laptörténete sorolja fel. Ez a jelzés csupán a megfogalmazás eredetét és a szerzői jogokat jelzi, nem szolgál a cikkben szereplő információk forrásmegjelöléseként.

### Magyar nyelven
- Céline Dion: Életem, az álmom. Georges-Hébert Germain, ford. Németh Márta. (hely nélkül): Etoile Kiadó. 2001.  ISBN 963-7710-08-6